# هيران
هيران محافظة في جنوب وسط الصومال.

## السكان
تنتشر عشيرة حوادله من بنو هوية بشكل كَبير في بلد وين.